# Fimbria (anatomia)
Nell'anatomia femminile la  fimbria  è l'ultima parte delle tube di Falloppio, fa parte dell'infundibolo. È una frangia di tessuto intorno all'ostio della tuba di Falloppio, nella direzione dell'ovaio.
Una ovaia non è direttamente collegata alla sua tuba di Falloppio adiacente. Quando l'ovulazione sta per verificarsi, gli ormoni sessuali attivano le fimbrie, facendole gonfiare di sangue e colpiscono l'ovaia con un movimento gentile e ampio. Un ovocita viene rilasciato dall'ovaia nella cavità peritoneale e le ciglia delle fimbrie spingono l'ovulo nella tuba di Falloppio.
Le fimbrie sono 10-15 linguette della lunghezza di 1 cm circa che fluttuano libere nella cavità peritoneale. Solo una di queste, la fimbria ovarica, è fissa, legata all'estremità tubarica dell'ovaio per mezzo del legamento tubo-ovarico. Le fimbrie, muovendosi sulla superficie dell'ovaio, sono in grado di raccogliere la cellula uovo espulsa a seguito dello scoppio follicolare.
Di tutte le fimbrie, una fimbria è abbastanza lunga da raggiungere l'ovaia. Si chiama fimbria ovarica.